# (22890) Ruthaellis
(22890) Ruthaellis est un astéroïde de la ceinture principale d'astéroïdes.

## Description
(22890) Ruthaellis est un astéroïde de la ceinture principale d'astéroïdes. Il fut découvert le 29 septembre 1999 à Socorro (Nouveau-Mexique) par le projet LINEAR. Il présente une orbite caractérisée par un demi-grand axe de 2,27 UA, une excentricité de 0,17 et une inclinaison de 7,1° par rapport à l'écliptique.

## Compléments